# Eleccions presidencials de Corea del Sud de 2007
El 19 de desembre de 2007 es van celebrar eleccions presidencials a Corea del Sud per a triar el president del país. La votació la va guanyar Lee Myung-bak, del Gran Partit Nacional, la qual cosa va implicar el retorn dels conservadors a la Casa Blava per primera vegada en deu anys. Lee va derrotar el candidat de Nova Democràcia Unida, Chung Dong-young, i a l'independent Lee Hoi-chang per un marge de gairebé 2 a 1, el major des que es van reintroduir les eleccions directes en 1987. També va ser la primera vegada que un president electe a Corea va ser investigat per un fiscal. La participació dels votants va ser del 63,0%, un mínim històric segons les dades oficials de la Comissió Electoral Nacional.

## Context
El 28 de febrer de 2007 es va publicar el cens oficial, en el qual es determinava el nombre de votants amb dret a vot, i es va recopilar i va publicar el cens electoral entre el 21 i el 26 de novembre, abans de finalitzar-ho el 12 de desembre. La preinscripció dels candidats va començar el 23 d'abril, sent el 25 i 26 de novembre les dates per a la inscripció oficial.

## Candidats
Les eleccions van ser una carrera a tres bandes entre Chung Dong-young, del governant Gran Partit Democràtic Unificat, Lee Myung-bak, de l'opositor Gran Partit Nacional, i l'independent conservador Lee Hoi-chang. També van participar en la carrera, però amb menys del 10%, l'ex director general de Yuhan Kimberly, Moon Kook-hyun, i el diputat Kwon Young-ghil, d'Ulsan.

## Incidències
El 7 d'abril de 2011, un agent del Servei Nacional d'Intel·ligència va ser declarat culpable d'haver investigat informació secreta relacionada amb els béns seents de Lee Myung-bak abans de les eleccions.
Segons Wikileaks, Yoo Chong-ha (coreà: 유종하), antic copresident de la campanya electoral presidencial de Lee Myung-bak, va sol·licitar al llavors ambaixador estatunidenc a Corea del Sud, Alexander Vershbow, que retardés l'extracció del principal individu de l'escàndol de malversació de fons de BBK, Christopher Kim (Kim Kyung-joon), a Corea a petició d'aquest per a evitar que s'estenguessin les controvèrsies relacionades amb la participació de Lee Myung-bak en l'escàndol de malversació de fons de BBK durant el període electoral.